# Anton Franz von Wedel
Graf Anton Franz von Wedel (* 26. Oktober 1707; † 21. Mai 1788 in Aurich) war preußischer Kammerherr, geheimer Kriegsrat sowie Erbherr auf Evenburg, Nesse und Gödens. Er wurde am 21. Januar 1776 in den preußischen Grafenstand aufgenommen.

## Herkunft
Seine Eltern waren der dänische General Erhard Friedrich von Wedel-Jarlsberg (* 26. November 1668; † 24. Juli 1740) aus dem Adelsgeschlecht von Wedel und dessen Ehefrau Maria Juliane von Freitag (* 6. Februar 1684; † 2. Oktober 1727). Sein Bruder Erhard von Wedel-Friis (1710–1786) wurde königlich-dänischer Generalleutnant.

## Leben
Er ging in dänische Dienste und wurde im Jahr 1727 Seconde-Lieutenant im Leibregiment des Königs. 1728 kam er dann in die Garde zu Fuß und wurde 1733 zum Hauptmann befördert. 1738 kam er als Seconde-Major in das Oldenburger Nationale Infanterie-Regiment. Er erbte 1738 die Güter Evenburg und Nesse von seinem Bruder Gustav Philipp (1706–1738) und nahm 1741 seinen Abschied. 1746 erbte er dazu von seinem Onkel Burchhard Philipp von Freitag (1685–1746) die Herrlichkeit Gödens, dieser war Reichshofrat sowie Kaiserlicher Gesandter in Schweden und Dänemark. Wedel wurde bereits 1744 zum preußischen Kammerherren, geheimen Kriegsrat sowie später Mitglied des Preußischen Hofrats. Ab 1784 war er zudem Präsident der Stände in der Ostfriesischen Landschaft. Er starb am 21. Mai 1788 in Aurich und wurde in Gödens begraben. Für sein Haus hatte er in seinem Testament die Primogenitur eingeführt.

## Familie
Er war zweimal verheiratet. Seine erste Frau war Elisabeth von Pollmann-Gruys (* 14. Oktober 1714; † 13. Januar 1749), Tochter von Enno von Pollmann-Gruys (* 1687; † 18. Mai 1723) und Freiin Anna Maria zu Inn- und Knyphausen († 8. März 1717). Das Paar hatte folgende Kinder:
- Juliane Sophie (* 13. Dezember 1734; † 10. April 1774) ⚭ Christoph Friedrich von Derschau (* 12. Januar 1714; † 14. Dezember 1799)
- Charlotte Marie (* 7. Mai 1737; † 29. April 1814), Stiftsdame
- Adelaide Antoinette Elisabeth (* 14. April 1741; † 29. Januar 1790), Hofdame der dänischen Königin Caroline Mathilde und später der  Juliane Marie
- Anna Marie Magdalene  (* 12. Januar 1747; † Februar 1749)

Seine Frau und die früh gestorbene Tochter wurden in der Familiengruft in der Kirche von Loga beigesetzt.
Nach dem Tod seiner ersten Frau heiratete er Charlotte Marie Juliane Sophie von Wedel-Jarlsberg (* 2. Dezember 1731; † 4. August 1796), die Tochter seines Bruders Gustav Philipp, von ihr erbte er die Herrlichkeit Gödens. Das Paar hatte folgende Kinder:
- Clemens August (* 9. September 1754; † 26. Dezember 1825), preußischer Kammerherr ⚭ 23. August 1781 Wilhelmine Sophie Elisabeth von Gaudy (* 12. Januar 1765; † 9. Mai 1840), Tochter des Generalleutnants Friedrich Wilhelm von Gaudi, Eltern des Generalleutnants und Kriegsministers Graf Friedrich Wilhelm Carl Ferdinand von Wedel (1798–1872)
- Erhard Gustav (* 22. März 1756; † 8. Februar 1813) ⚭ Wilhelmine Christine von Götz (* 25. August 1772; † 2. September 1840)